# James Joyce’s The Dead
James Joyce’s The Dead ist ein Broadway-Musical von Richard Nelson und Shaun Davey, das auf der Erzählung Die Toten von James Joyce basiert.
Die Uraufführung fand 1999 im Off-Broadway-Theater Playwrights Horizons mit der folgenden Erstbesetzung statt: Blair Brown, Paddy Croft, Brian Davies, Daisy Eagan, Dashiell Eaves, Sally Ann Howes, John Kelly, Brooke Sunny Moriber, Marni Nixon, Alice Ripley, Emily Skinner, Stephen Spinella und Christopher Walken. Die musikalische Leitung hatte Charles Prince, Musikkoordination und Schlagzeug übernahm Tom Partington. Auf dem Broadway wurde es am 11. Januar 2000 im Belasco Theatre aufgeführt. Dort wurde es dann bis zum 16. April 120 Mal aufgeführt.

## Lieder
- Killarney’s Lakes – Mary Jane Morkan, Aunt Kate Morkan and Rita
- Kate Kearney – Michael, Mary Jane Morkan and Company
- Parnell’s Plight – Miss Molly Ivors, Michael, Gabriel Conroy, Gretta Conroy and Company
- Adieu to Ballyshannon – Gabriel Conroy and Gretta Conroy
- When Lovely Lady – Aunt Julia Morkan and Aunt Kate Morkan
- Three Jolly Pigeons – Freddy Malins, Mr. Browne and Company
- Goldenhair – Gretta Conroy and Gabriel Conroy
- Three Graces – Gabriel Conroy and Company
- Naughty Girls – Aunt Julia Morkan, Aunt Kate Morkan, Mary Jane Morkan and Company
- Wake the Dead – Freddy Malins and Company
- D’Arcy’s Aria – Bartell D’Arcy
- Queen of Our Hearts – Mr. Browne, Freddy Malins, Gabriel Conroy, Bartell D’Arcy and Michael
- When Lovely Lady (Reprise) – Young Julia Morkan and Aunt Julia Morkan
- Michael Furey – Gretta Conroy
- The Living and the Dead – Gabriel Conroy and Company

## Preise und Nominierungen
Tony Awards
- Bestes Musical
- Bestes Musicallibretto – Richard Nelson (gewonnen)
- Beste Originalmusik – Musik von Shaun Davey, Texte erdacht und angepasst von Richard Nelson, Shaun Davey
- Bester Hauptdarsteller in einem Musical – Christopher Walken
- Bester Nebendarsteller in einem Musical – Stephen Spinella

Drama Desk Awards
- Drama Desk Award for Outstanding New Musical – Produziert von Gregory Mosher, Arielle Tepper
- Drama Desk Award for Outstanding Featured Actor in a Musical – Stephen Spinella (gewonnen)
- Drama Desk Award for Outstanding Featured Actress in a Musical – Sally Ann Howes
- Drama Desk Award for Outstanding Music – Shaun Davey